# 995 v.Chr.
Het jaar 995 v.Chr. is een jaartal volgens de christelijke jaartelling.

## Gebeurtenissen

### China
- Zhou Zhaowang (Ji Xia) (周昭王 zhōu zhāo wáng), volgt zijn vader Kang op als koning van Zhou. Met hem begint een periode van zwakte van de Zhou-dynastie.